# Samsung Galaxy S (серия)
Samsung Galaxy S (серия)
Серия Samsung Galaxy S — относится к Android-смартфонам серии Samsung Galaxy и включает в себя «сверхумные» (Super Smart) устройства серии Galaxy, произведённые Samsung Electronics.
Телефоны серии Galaxy S, начиная с 2010, года позиционируются, как флагманы компании Samsung и считаются главными конкурентами линейки смартфонов iPhone компании Apple. Первоначально, первый смартфон серии Galaxy S был запущен в Сингапуре, Малайзии и Южной Корее в июне 2010 года, затем в США. За первые 45 дней продаж, в Соединенных Штатах было продано более миллиона единиц, что также способствовало продвижению операционной системы Android в новом и быстрорастущем рынке смартфонов, где также ещё выпускались телефоны с операционными системами Symbian, Windows Phone, LiMo на базе Linux и другие. Линейка телефонов Galaxy S сделала компанию Samsung крупнейшим производителем телефонов в мире. Линейка Galaxy S отличается тем, что её новые модели обладают как правило самыми современными технологиями и инновационными характеристиками на рынке смартфонов.

## История
| 2010 | Samsung Galaxy S                      |
| 2011 | Samsung Galaxy S II                   |
| 2012 | Samsung Galaxy S III                  |
| 2012 | Samsung Galaxy S III Mini             |
| 2013 | Samsung Galaxy S4                     |
| 2013 | Samsung Galaxy S4 Mini                |
| 2014 | Samsung Galaxy S5                     |
| 2014 | Samsung Galaxy S5 Mini                |
| 2015 | Samsung Galaxy S6 / S6 Edge           |
| 2016 | Samsung Galaxy S7 / S7 Edge           |
| 2017 | Samsung Galaxy S8 / S8+               |
| 2018 | Samsung Galaxy S9 / S9+               |
| 2019 | Samsung Galaxy S10e / S10 / S10+      |
| 2020 | Samsung Galaxy S10 Lite               |
| 2020 | Samsung Galaxy S20 / S20+ / S20 Ultra |
| 2020 | Samsung Galaxy S20 FE                 |
| 2021 | Samsung Galaxy S21 / S21+ / S21 Ultra |
| 2022 | Samsung Galaxy S21 FE                 |
| 2022 | Samsung Galaxy S22 / S22+ / S22 Ultra |
| 2023 | Samsung Galaxy S23 / S23+ / S23 Ultra |
| 2023 | Samsung Galaxy S23 FE                 |
| 2024 | Samsung Galaxy S24 / S24+ / S24 Ultra |
| 2024 | Samsung Galaxy S24 FE                 |
| 2025 | Samsung Galaxy S25 / S25+ / S25 Ultra |

| Модель       | Дата анонса        | Релиз              | Релиз                            | Прекращение производства | Поддерживается                       | Поддерживается                | Продолжительность жизни |
| Модель       | Дата анонса        | Дата релиза        | Первоначальная ОС                | Прекращение производства | Закончено                            | Окончательная ОС              | Продолжительность жизни |
| ------------ | ------------------ | ------------------ | -------------------------------- | ------------------------ | ------------------------------------ | ----------------------------- | ----------------------- |
| Galaxy S     | 23 марта 2010 г.   | 4 июня 2010 г.     | Android 2.1 Eclair               | 6 марта 2012 г.          | 10 января 2012 г.                    | 2.3.6 Gingerbread             | 1 год, 7 месяцев        |
| Galaxy S II  | 13 февраля 2011 г. | 2 мая 2011 г.      | Android 2.3.4 Gingerbread        | 2013 г.                  | 8 апреля 2013 г.                     | 4.1.2 Jelly Bean              | 1 год, 11 месяцев       |
| Galaxy S III | 3 мая 2012 г.      | 29 мая 2012 г.     | Android 4.0.4 Ice Cream Sandwich | 2014 г.                  | 15 марта 2014 г.                     | 4.4.4 KitKat                  | 1 год, 9 месяцев        |
| Galaxy S4    | 14 марта 2013 г.   | 27 апреля 2013 г.  | Android 4.2.2 Jelly Bean         | 2015 г.                  | 27 марта 2017 г.                     | 5.0.2 Lollipop                | 3 года, 11 месяцев      |
| Galaxy S5    | 24 февраля 2014 г. | 11 апреля 2014 г.  | Android 4.4.2 Kitkat             | 2015 г.                  | 20 апреля 2019 г.                    | 6.0.1 Marshmallow             | 3 года, 9 месяцев       |
| Galaxy S6    | 1 марта 2015 г.    | 10 апреля 2015 г.  | Android 5.0.2 Lollipop           | 11 февраля 2016 г.       | 13 февраля 2019 г.                   | 7.0 Nougat                    | 3 года, 10 месяцев      |
| Galaxy S7    | 11 февраля 2016 г. | 11 марта 2016 г.   | Android 6.0.1 Marshmallow        | 21 апреля 2017 г.        | 7 апреля 2020 г.                     | 8.0 Oreo                      | 4 года, 1 месяц         |
| Galaxy S8    | 29 марта 2017 г.   | 21 апреля 2017 г.  | Android 7.0 Nougat               | 11 марта 2018 г.         | 4 мая 2021 г.                        | 9.0 Pie                       | 4 года, 1 месяц         |
| Galaxy S9    | 25 февраля 2018 г. | 11 марта 2018 г.   | Android 8.0 Oreo                 | 20 февраля 2019 г.       | 5 апреля 2022 г.                     | 10                            | 4 года, 1 месяц         |
| Galaxy S10   | 20 февраля 2019 г. | 4 марта 2019 г.    | Android 9.0 Pie                  | 6 марта 2020 г.          | 26 марта 2023 г.                     | 12                            | 4 года                  |
| Galaxy S20   | 11 февраля 2020 г. | 6 марта 2020 г.    | Android 10                       | 29 января 2021 г.        | Ожидается в 2025                     | 13                            | Ожидается 5 лет         |
| Galaxy S21   | 14 января 2021 г.  | 29 января 2021 г.  | Android 11                       | 25 февраля 2022 г.       | Ожидается в 2026 г., первая половина | Будет объявлено дополнительно | Ожидается 5 лет         |
| Galaxy S22   | 9 февраля 2022 г.  | 25 февраля 2022 г. | Android 12                       | 17 февраля 2023 г.       | Ожидается в 2027 г., первая половина | Будет объявлено дополнительно | Ожидается 5 лет         |
| Galaxy S23   | 1 февраля 2023 г.  | 17 февраля 2023 г. | Android 13                       | 31 января 2024 г.        | Ожидается в 2028 г., первая половина | Будет объявлено дополнительно | Ожидается 5 лет         |
| Galaxy S24   | 17 января 2024 г.  | 31 января 2024 г.  | Android 14                       | Ожидается в 2025 г.      | Ожидается в 2031 г.                  | Будет объявлено дополнительно | Ожидается 7 лет         |
| Galaxy S25   | 22 января 2025 г.  | 7 февраля 2025 г.  | Android 15                       | Ожидается в 2026 г.      | Ожидается в 2032 г.                  | Будет объявлено дополнительно | Ожидается 7 лет         |

Первый телефон линейки Galaxy S появился в 2010 году на заре развития рынка сенсорных смартфонов без кнопок. Компания Samsung и ранее занималась выпуском бюджетных телефонов, однако они не были флагманами и как правило встречали неоднозначную оценку покупателей, в эпоху кнопочных телефонов флагманами считались телефоны от компании Nokia, Samsung же в основном выпускала более бюджетные телефоны, в том числе и раскладушки со слайдерами, в след за популярными новинками телефонов от Nokia. Внезапный выпуск первого iPhone в 2007 году с сенсорным экраном предвещал серьёзные перемены на рынке телефонов. Тогда же компания Samsung быстро пошла на решение инвестировать в «смелый и дорогой проект» — смартфон, «который бы наилучшим образом визуально и функционально ощущался как iPhone». В стремлении создать продукт, который был бы как минимум не хуже iPhone, инженеры и разработчики Samsung сталкивались с рядом трудностей, так как впервые работали над проектом подобного рода. Программисты и дизайнеры даже после выбора Android в качестве операционной системы перерабатывали дизайн и интерфейс будущего телефона множество раз. Первый телефон серии Galaxy S, выпущенный с операционной системой Android возымел большой успех и способствовал популяризации данной ОС на рынке смартфонов, став её «главной рыбой в пруду Google». Несмотря на то, что смартфон быстро разряжался, многих пользователей привлекал дизайн телефона, а также внешне схожий с IOS интерфейс Android и возможность скачивать приложения. 
Гораздо больший успех возымел второй смартфон серии Galaxy S, ставший хитом среди смартфонов и окрещённый, как главный соперник iPhone от компании Apple. Менее, чем за два месяца, Samsung удалось продать 3 миллиона телефонов, в целом по всему миру было продано 40 миллионов смартфонов в 120 странах. Samsung Galaxу S II в своё время обладал передовыми техническими характеристиками и ярким Amoled-дисплеем.

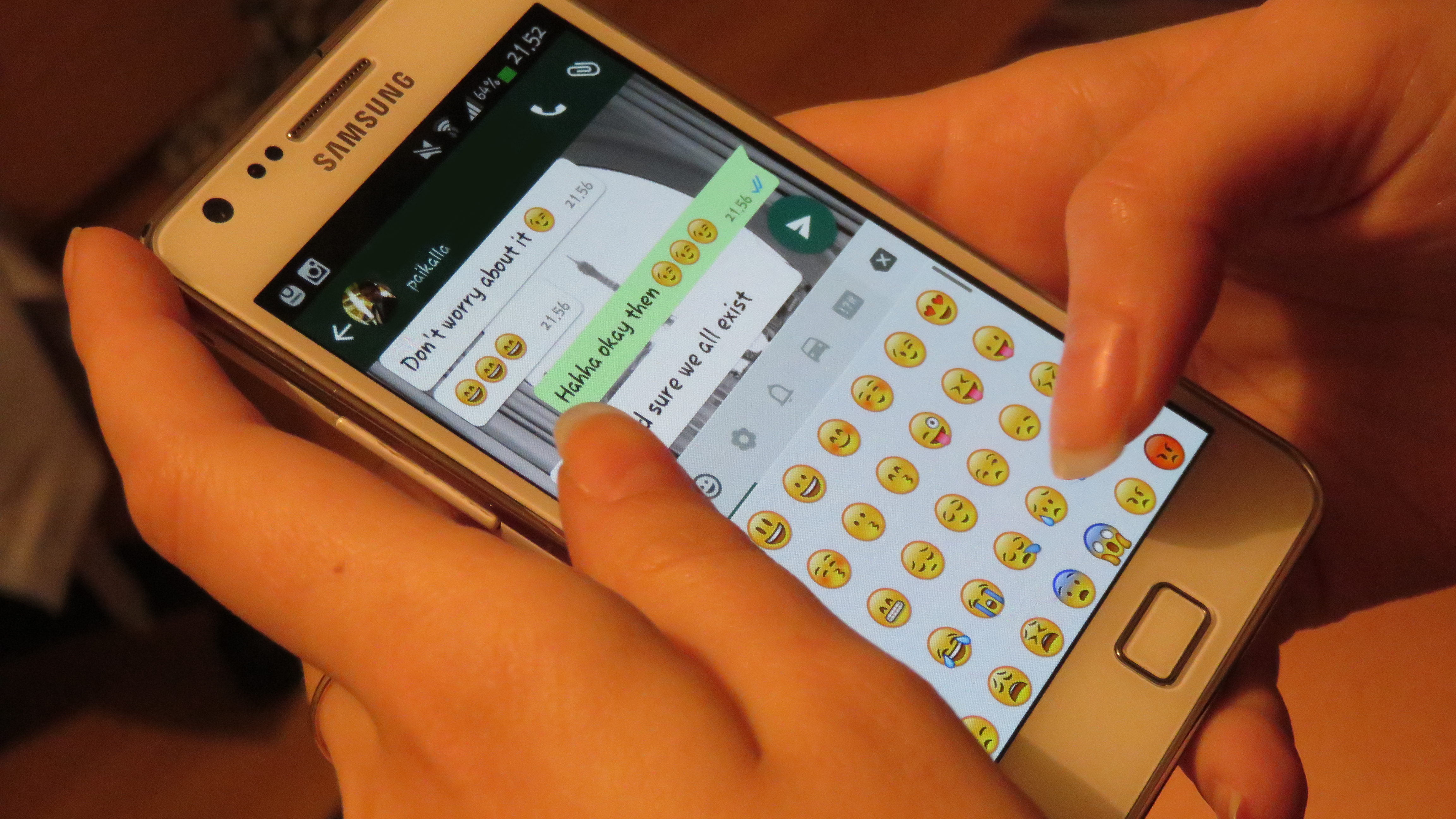
Использование Galaxy SII

В течение пяти месяцев Samsung удалось продать более 10 миллионов устройств, способствуя дальнейшей популяризации операционной системы Android. Samsung Galaxy S3, выпущенный в 2012 году предлагал оригинальный, «сглаженный» дизайн, напоминающий форму гальки, в отличие от предыдущих моделей, подражающих iPhone. Успех S3 значительно превзошёл S2, Samsung удалось продать 70 миллионов смартфонов, ещё до выпуска было сделано 9 миллионов предзаказов устройства. Вместе с S3, за Samsung окончательно укрепилось звание компании, создающей смартфоны-флагманы с операционной системой Android. 
Вместе с Samsung Galaxy S4, Samsung заложила традицию добавлять в свои телефоны разные датчики, отслеживающие глаза, уровень влажности, передвижение и так далее. Дизайн телефона был схож с S3, но с большими размерами. В первые 5 месяцев после выпуска, Samsung в 2013 году продала 40 миллионов устройств. 
Если все ранее выпущенные телефоны предлагали превосходные для своего времени характеристики и встречали однозначно положительные оценки критиков, то выпущенный в 2014 году Samsung Galaxy S5, несмотря на влагозащищённость, встроенный пульсометр и прочие инновационные дополнения, встретил неоднозначную поддержку за свой дизайн, из-за которого телефон не выглядел, как смартфон премиум-класса. В это же время флагманы других компаний отказывались от пластика в пользу стекла или металла, когда же задняя крышка S5 была сделана из поликарбоната. Продажи также были значительно ниже ожидаемых, так за первые три месяца после выпуска, Samsung продала 12 миллионов устройств. Критики указывали на отсутствие инноваций со времён Galaxy S3.

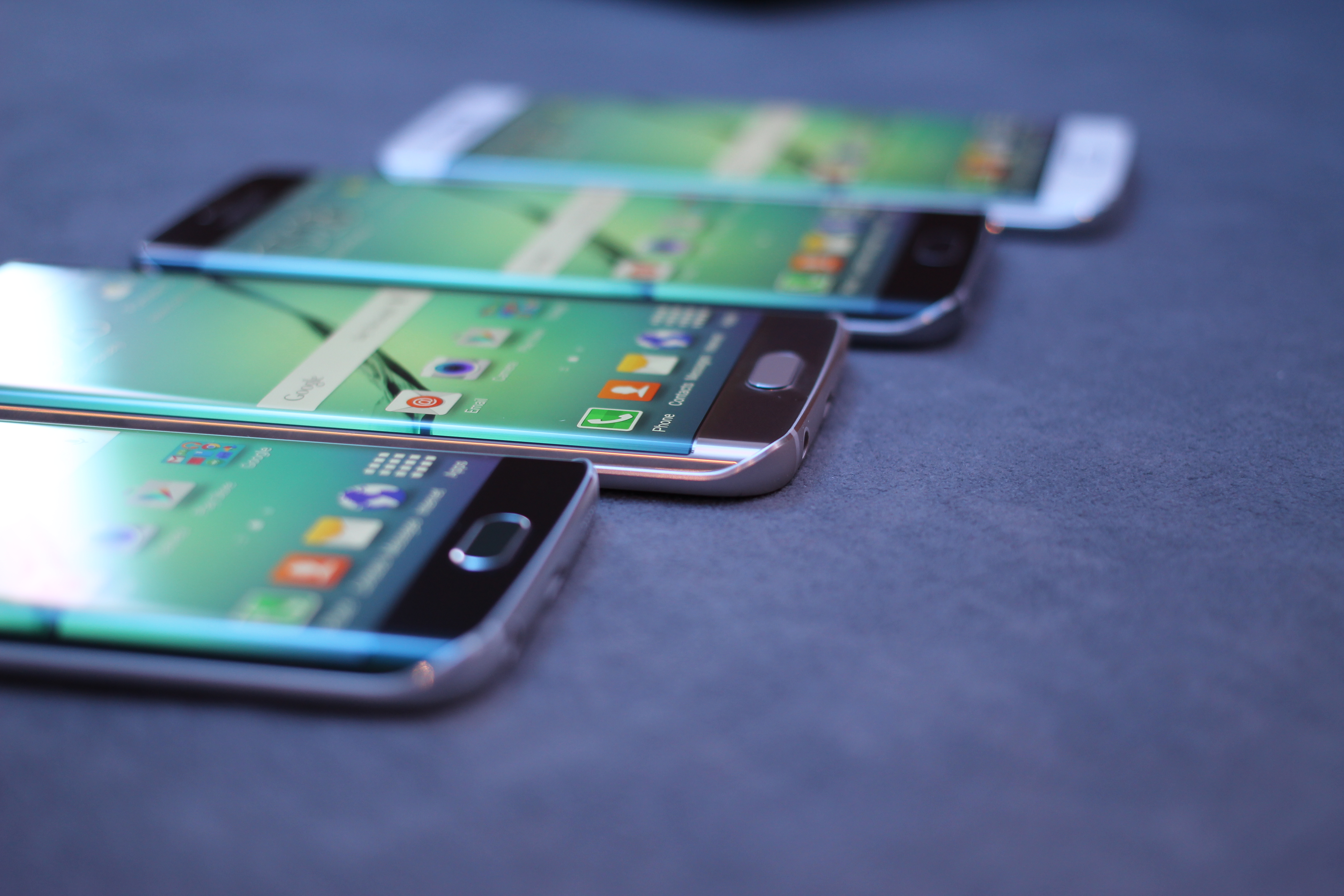
Galaxy S6 Edge

В 2015 году состоялся выпуск Samsung Galaxy S6, впервые предложивший оригинальный дизайн с изогнутым по бокам экраном, а также корпус из дорогих материалов без возможности снимать крышку телефона. Модель также предлагала значительно улучшенные характеристики а также возможность делать снимки с очень высоким разрешением. S6 также выпускался в более бюджетной версии без изогнутых боков экрана. Считается, что с этого момента у линейки Galaxy S развивается свой фирменный дизайнерский стиль, которому удаётся «выйти из тени iPhone». Несмотря на передовое «железо», из телефона убрали слот для карточки памяти, как это делается в iPhone, данный момент вызвал разочарование у многих покупателей. Тем не менее продажи телефона были успешными, за первый месяц Samsung продала 10 миллионов телефонов и в общем 45 миллионов устройств за всё время.
Вышедший в 2016 году Samsung Galaxy S7 имел ряд дизайнерских улучшений, возвратил слот для карточки памяти, получил возможность беспроводной зарядки и предлагал одну из лучших на рынке смартфонов камер, в том числе возможностью делать качественные снимки в мало освещённых пространствах. В первый месяц после выпуска, продажи смартфона оценивались в 7 — 9 миллионов экземпляров и 48 миллионов устройств в 2016 году.
Выпущенный в 2017 году Samsung Galaxy S8 предлагал усовершенствованный дизайн без нижних кнопок и с максимально малым размером рамок среди смартфонов того времени. Данная модель задала новые стандарты для дизайна флагманов от других компаний, которые вскоре также начали отказываться от массивных рамок в новых смартфонах. Помимо дизайна и ряда улучшений, S8 не имел каких-либо иных инновационных улучшений, критиковался за быстрый разряд батареи, неудобное расположение датчика для разблокировки пальцем, который находился справа от задней камеры, однако это не помешано телефону завоевать статус лучшего смартфона 2017 года. Продажи S8 превышали S7 примерно на 30%.
Samsung Galaxy S9, выпущенный в 2018 году имел идентичный S8 дизайн, но с рядом улучшений, в том числе с добавлением двойной камеры, стереозвука и прочего. Также был перемещён дактилоскопический сканер в более удобное место под камерой, что упростило использование смартфона. Тем не менее продажи телефона были ниже прогнозируемых и шли хуже, чем у S8.
Samsung Galaxy S10, вышедший в 2019 году предлагался впервые в трёх моделях, а также позиционируется, как первый в серии безрамочный смартфон с каплевидным вырезом на экране для фронтальной камеры. Среди других инноваций — наличие трёх камер, в том числе и широкоугольного объектива и возможность создавать макро фотографии.
Samsung Galaxy S20, представленный в 2020 году, имеющий уже четыре модели, но с рядом заметных улучшений. В частности, модель Galaxy S20 Ultra имеет камеру с разрешением 108 Мп и 100-кратное гибридное увеличение изображения во время съёмки (англ. Zoom). В сентябре 2020 года Samsung представила новинку серии — Galaxy S20 FE (Fan Edition). Смартфон стал слегка упрощённым вариантом обычного Galaxy S20.
Samsung Galaxy S21, представленный в 2021-2022 году, имея также четыре модели, претерпел несколько усовершенствований. В частности, изменения коснулись нового дизайна, который поклонники критиковали в прошлой модели — теперь это матовое стекло во всех моделях, кроме обычного Galaxy S21 и Galaxy S21 FE, в котором используется усовершенствованный поликарбонат, который компания Samsung называет «гластик». Снова была убрана поддержка карт памяти, как это было в S6, а также убран блок питания зарядки и наушники из комплекта, как это сделала Apple с iPhone 12. Galaxy S21 Ultra получил практически такую же камеру, как и Galaxy S20 Ultra, за исключением новых «модификаций». Камера выполнена по новой технологии под названием ISOCELL HM3 с таким же разрешением в 108 Мп, как и в Galaxy S20 Ultra. Был убран 0,3 мегапиксельный датчик глубины, вместо него теперь используется лазерный дальномер, который позволяет быстро сфокусироваться в темноте, а также снимать макро снимки с достаточно близкого расстояния. Также в аппарате теперь есть трёхкратный и новый десятикратный оптический zoom, вместо четырёхкратного в S20 Ultra.
Samsung Galaxy S22, представленный в 2022 году снова имеет три модели в линейке, так как S22 FE не был выпущен. Изменения были незначительны, за исключением старшей модели S22 Ultra. S22 Ultra больше стал походить на другой смартфон компании Samsung - Note 20 Ultra, обзаведясь встроенным стилусом с сокращённым временем отклика и более прямоугольным дизайном как в серии Galaxy Note. Также вернули поддержку 45 Вт зарядки, которой лишился S21 Ultra. Набор камер остался прежним, но изменился их дизайн, больше нет общего блока камер, каждая камера выступает отдельно. Теперь во всех моделях снова используется матовое стекло на задней спинке, вместо поликарбоната, который был в обычном S21.
Samsung Galaxy S23, представленный в начале 2023 года имеющий снова четыре модели: S23, S23+, S23 Ultra и S23 FE, получил минимальные изменения. Был убран блок камер, теперь каждая камера выступает отдельно, как это было в S22 Ultra. Была повышена максимальная яркость экрана до 1750 нит, как в остальных смартфонах линейки, и увеличен объём аккумулятора с 3700 мАч, до 3900 мАч. Теперь во всех смартфонах S23 используется только процессор Snapdragon 8 Gen 2 Mobile Platform for Galaxy, вместо Exynos, который специально был разогнан исключительно для этой линейки. S23 Ultra получил ещё более угловатый дизайн, с сильно уменьшёнными закруглениями экрана, а также новый сенсор Samsung ISOCELL HP2, который позволяет создавать 200-мегапискельные снимки, без потери качества при приближении. Остальные камеры не претерпели значительных изменений, за исключением фронтальной, разрешение которой уменьшилось с 40, до 12 мегапикселей. Был изменён дизайн упаковочной коробки, на которой теперь изображён силуэт смартфона, вместо буквы S, как на предыдущих моделях. Теперь все S23 могут снимать 8К видео в 30 кадров в секунду, вместо 24 кадров как у предшественников.
Samsung Galaxy S24, представленный в начале 2024 года, имеющий четыре модели: S24, S24+, S24 Ultra и S24 FE, практически не претерпел изменений. Возросла ёмкость аккумулятора, теперь это 4000 мАч в S24, и 4900 мАч в S24+ соответственно. Разрешение экрана у S24+ снова повысилось до WQHD+ 1440 x 3120. Смартфоны снова стали оснащаться процессорами Exynos, производства Samsung, за исключением S24 Ultra. В S24 и S24+ это Exynos 2400, в остальных вариантах используется Qualcomm Snapdragon 8 Gen 3 for Galaxy, а также Exynos 2400e в S24 FE. Нововведением стал титановый корпус, который есть только у S24 Ultra, а также новое защитное стекло Gorilla Glas Armour. За счёт нового антибликого покрытия экран стал значительно темнее, нежели у других смартфонов. После долгих просьб Samsung начала бороться с ШИМ, теперь S24 мерцает намного меньше предшественников. Камеры почти не изменились, за исключением zoom'а одного из телеобъективов, теперь он 5x, а не 10x. Также S24 Ultra получил полностью плоский экран без закруглений, как у младших моделей. Компания Samsung сделала больший акцент на искусственном интеллекте, представив Galaxy AI, который добавляет множество фишек связанных с ИИ, такие как перевод голосовых вызовов и расширенные возможности при обработке фотографий, видео и текста. Вместе с этим Samsung заявила что Galaxy AI будет бесплатным до конца 2025 года.
22 января 2025 года компания Samsung представила линейку Samsung Galaxy S25, в которую входят модели Samsung Galaxy S25, Samsung Galaxy S25 Edge, Samsung Galaxy S25+ и Samsung Galaxy S25 Ultra. В этом году устройства практически не претерпели изменений. Разрешение, яркость и размер экрана остались прежними: 6,2 дюйма у S25 и 6,7 дюйма у S25+. Камеры также остались от прошлогодних моделей: основная — 50 Мп, телефото — 10 Мп, широкоугольная — 12 Мп и фронтальная — 12 Мп. Главное отличие серии S25 от предыдущего поколения — новый чип Snapdragon 8 Elite for Galaxy с тактовой частотой до 4,32 ГГц. Он установлен во всех устройствах, в то время как ранее выпускались версии флагманов с Exynos. Объем оперативной памяти увеличился: 12 ГБ для всех конфигураций. У базовой версии Galaxy S24 было 8 ГБ оперативной памяти. Одно из основных отличий Galaxy S25 Ultra от прошлогодней модели — широкоугольная камера с более высоким разрешением 50 Мп. Смартфон способен запечатлевать пейзажи или макро с лучшей детализацией при недостаточном освещении. Основной модуль на 10 Мп, два телеобъектива с увеличением ×3 и ×5, а также фронтальная камера на 12 Мп остались без изменений. Дизайн S25 Ultra также претерпел обновления. Теперь он больше напоминает iPhone 16 Pro: скругленные углы, плоские грани по всему периметру, титановая боковая рамка и тонкие рамки экрана — на 0,2 мм меньше, чем у iPhone 16 Pro Max.

## Операционная система
Хотя смартфоны линейки Galaxy S имеют операционную систему Android, Samsung разработала для своих устройств графические оболочки с рядом улучшений, такие, как TouchWiz, Samsung Experience и затем One UI.
Начиная с первого поколения Galaxy S, в телефонах помимо самой актуальной версии Android также была встроена оболочка TouchWiz, изменяющая дизайн рабочего стола, а также предоставляющая ряд функций и визуальных эффектов, не доступных в чистой android-версии от Google. В своё время, вместе с TouchWiz, в телефонах Galaxy S добавлялись инновационные функции, не доступные на других Android-устройствах в то время, например технология отслеживания глаз, чтобы определить, продолжает ли пользователь смотреть экран, панорамный режим фотографии, многооконный режим, программа S Health для отслеживания пульса, подсчёта шагов, голосовой помощник «S Voice» и прочие эксклюзивные программы, такие, как ChatON, S Memo, Knox и другие. Обилие интерактивных функций приводило к понижению производительности смартфонов среди старых моделей Galaxy S. Несовершенность ранних версий TouchWiz приводилa к тому, что пользовательский интерфейс Galaxy S выглядел «громоздким» и трудным в усвоении для новых пользователей. Это вступало в контраст с линейкой телефонов iPhone, которые позиционировались, как быстрые устройства с простым интерфейсом.
Начиная с 2014 года, новые версии TouchWiz предлагали уже более простой пользовательский интерфейс с меньшим потреблением ресурсов, пользователи получили возможность отключать ненужные для себя функции TouchWiz. Дизайн оболочки — Grace UX также был переосмыслен, чтобы гармонировать с визуальным стилем Android. В 2016 году Samsung представила новую оболочку — Samsung Experience, чей пользовательский интерфейс и визуальный стиль был полностью переработан для более удобного использования. Помимо этого, Samsung Experience вводила ряд новшеств в виде боковых панелей, адаптированных для работы с изогнутым экраном, функции «всегда включённого экрана», виртуального ассистента Bixby и прочих нововведений. Оценки Samsung Experience были значительно лучше, а телефоны линейки Galaxy S могли наконец то похвастаться быстрым и плавным интерфейсом. В конце 2018 года Samsung представила третье поколение оболочки под названием One UI, которая получила новый дизайн и ряд нововведений, среди которых, например, введение «ночного режима». Оценка визуального дизайна была, однако, неоднозначной среди пользователей.

## Влияние
Galaxy S на протяжении 10 лет оставался самым популярным брендом смартфонов, её модели включали в себя инновационные технологии, которые затем задавали тон на рынке телефонов. Galaxy S также было принято рассматривать, как бюджетную альтернативу флагманам iPhone, но наделённую такими же продвинутыми техническими характеристиками.
Линейка Galaxy S имеет вторую крупнейшую фанатскую базу после фанатов техники Apple. При этом в интернете большой популярностью пользуются споры между фанатами Apple и Samsung в попытке доказать, чьё устройство лучше. Споры происходят постоянно и особенно на фоне выхода новых устройств от компаний Samsung и Apple. Данные споры широко известны в интернет-культуры, как пример одного из самых «бессмысленных» конфликтов, и даже становились источником многочисленных шуток и интернет-мемов.

## Сравнение
Эта таблица показывает различия между моделями семейства серии GALAXY S первых лет. Список охватывает только разблокированные и международные устройства.
|                                       | Galaxy S i9000 (original model)                                                    | Galaxy S Plus i9001                                                                | Galaxy S Advance i9070                                                             | Galaxy S II i9100 | Galaxy S II Plus i9105 | Galaxy S II HD LTE | Galaxy S III i9300 | Galaxy S III Mini i8190                                                                 | Galaxy S IV i9500 | Samsung Galaxy S5 SM-G900F |
| ------------------------------------- | ---------------------------------------------------------------------------------- | ---------------------------------------------------------------------------------- | ---------------------------------------------------------------------------------- | --- | --- | --- | --- | --------------------------------------------------------------------------------------- | --- | --- |
| Начало продаж                         | июнь 2010                                                                          | июль 2011                                                                          | апрель 2012                                                                        | апрель 2011 | февраль 2013 | декабрь 2011 | май 2012 | ноябрь 2012                                                                             | апрель 2013 | февраль 2014 |
| Размеры                               | В 122,4 мм (4,82 ″) Ш 64,2 мм (2,53 ″) Г 9,9 мм (0,39 ″)                           | В 122,4 мм (4,82 ″) Ш 64,2 мм (2,53 ″) Г 9,9 мм (0,39 ″)                           | В 123,2 мм (4,85 ″) Ш 63,0 мм (2,48 ″) Г 9,7 мм (0,38 ″)                           | В 125,3 мм (4,93 ″) Ш 66,1 мм (2,60 ″) Г 8,5 мм (0,33 ″)                                                                                   | В 125,3 мм (4,93 ″) Ш 66,1 мм (2,60 ″) Г 8,5 мм (0,33 ″)                                                                                   | В 129,8 мм (5,11 ″) Ш 68,8 мм (2,71 ″) Г 9,5 мм (0,37 ″)                                                                                   | В 136,6 мм (5,38 ″) Ш 70,6 мм (2,78 ″) Г 8,6 мм (0,34 ″)                                                                                       | В 121,6 мм (4,79 ″) Ш 63,0 мм (2,48 ″) Г 9,9 мм (0,39 ″)                                | В 136,6 мм (5,38 ″) Ш 69,8 мм (2,75 ″) Г 7,9 мм (0,31 ″) | 142 × 72,5 × 8,2 мм |
| Вес (с батареей)                      | 119 г                                                                              | 119 г                                                                              | 120 г                                                                              | 116 г | 121 г | 130 г | 133 г | 111 г                                                                                   | 130 г | 145 г |
| Дисплей                               | 4,0 дюйма WVGA (480×800) Super AMOLED (PenTile)                                    | 4,0 дюйма WVGA (480×800) Super AMOLED (PenTile)                                    | 4,0 дюйма WVGA (480×800) Super AMOLED (PenTile)                                    | 4,3 дюйма WVGA (480×800) Super AMOLED Plus (non-PenTile)                                                                                   | 4,3 дюйма WVGA (480×800) Super AMOLED Plus (non-PenTile)                                                                                   | 4,65 дюйма HD 720p (720x1,280) Super AMOLED                                                                                                | 4,8 дюйма HD 720p (720x1,280) Super AMOLED | 4,0 дюйма WVGA (480×800) Super AMOLED                                                   | 4,99 дюйма Full HD (1920x1080) Super AMOLED | 5,1 дюйма, 1920x1080, AMOLED 432 ppi |
| Чип                                   | Samsung Exynos 3110 (известный как Hummingbird)                                    | Qualcomm Snapdragon S2 MSM8255                                                     | ST-Ericsson NovaThor U8500                                                         | Samsung Exynos 4210 | Broadcom ВС28155 | Qualcomm Snapdragon S3 MSM8260 | Samsung Exynos 4412 Quad | ST-Ericsson NovaThor U8420                                                              | Samsung Exynos 5410 Octa | |
| Процессор                             | одноядерный ARM Cortex-A8 1 ГГц                                                    | одноядерный Qualcomm Scorpion 1,4 ГГц                                              | двухъядерный ARM Cortex-A9 1 ГГц                                                   | двухъядерный ARM Cortex-A9 1,2 ГГц | двухъядерный ARM Cortex-A9 1,2 ГГц | двухъядерный Qualcomm Scorpion 1,5 ГГц | четырёхъядерный ARM Cortex-A9 1,4 ГГц | двухъядерный ARM Cortex-A9 1 ГГц                                                        | восьмиядерный ARM Cortex-A9 and ARM Cortex A15 1,6 ГГц или четырёхъядерный Qualcomm Snapdragon 600 1,9 ГГц                                                                                       | Qualcomm Snapdragon 801 MSM8974AC v3 или Samsung Exynos 5422 2,1 ГГц                                                                                          |
| Графический ускоритель                | IT PowerVR SGX540 (@200 MHz)                                                       | Qualcomm Adreno 205                                                                | ARM Mali-400MP1                                                                    | ARM Mali-400MP4 | Broadcom Videocore iv hw | Qualcomm Adreno 220 | ARM Mali-400MP4 (OC) | ARM Mali-400MP1                                                                         | PowerVR SGX544MP3 or Adreno 320 | Qualcomm Adreno 330, 578 МГц |
| Объём оперативной памяти              | 512 МБ                                                                             | 512 МБ                                                                             | 768 МБ                                                                             | 1 ГБ | 1 ГБ | 1 или 2 ГБ | 1 ГБ | 1 ГБ                                                                                    | 2 ГБ | 2 Гбайт LPDDR3-1600 |
| Объём встроенной памяти (флеш-память) | 8/16 ГБ Слот microSD (до 32 ГБ)                                                    | 8/16 ГБ Слот microSD (до 32 ГБ)                                                    | 8/16 ГБ Слот microSD (до 32 ГБ)                                                    | 16/32 ГБ Слот microSD (до 32 ГБ) | 8/16 ГБ Слот microSD (до 64 ГБ) | 16 ГБ Слот microSD (до 32 ГБ) | 16/32 ГБ Слот microSD (до 64 ГБ) | 8 ГБ Слот microSD (до 32 ГБ)                                                            | 16/64 ГБ Слот microSD (до 128 ГБ) | 16 Гбайт (доступно около 12 Гбайт) + microSD |
| 2G GSM/GPRS/EDGE                      | 850/900/1800/1900 МГц                                                              | 850/900/1800/1900 МГц                                                              | 850/900/1800/1900 МГц                                                              | 850/900/1800/1900 МГц | 850/900/1800/1900 МГц | 850/900/1800/1900 МГц | 850/900/1800/1900 МГц | 850/900/1800/1900 МГц                                                                   | 850/900/1800/1900 МГц | |
| 3G WCDMA/HSPA                         | Да                                                                                 | Да                                                                                 | Да                                                                                 | Да | Да | Да | Да | Да                                                                                      | Да | |
| 4G LTE                                | Нет                                                                                | Нет                                                                                | Нет                                                                                | Нет | Нет | Да | Опционально | Нет                                                                                     | Для LTE версии | |
| Интерфейсы                            | Wi-Fi: 802.11b/g/n, Wi-Fi hotspot, DLNA Bluetooth 3.0 Standard 5-pin micro USB 2.0 | Wi-Fi: 802.11b/g/n, Wi-Fi hotspot, DLNA Bluetooth 3.0 Standard 5-pin micro USB 2.0 | Wi-Fi: 802.11b/g/n, Wi-Fi hotspot, DLNA Bluetooth 3.0 Standard 5-pin micro USB 2.0 | Wi-Fi: 802.11a/b/g/n, Wi-Fi hotspot DLNA Wi-Fi Direct Bluetooth 3.0+HS Standard 5-pin micro USB 2.0 (Via MHL) HDMI support USB OTG support | Wi-Fi: 802.11a/b/g/n, Wi-Fi hotspot DLNA Wi-Fi Direct Bluetooth 3.0+HS Standard 5-pin micro USB 2.0 (Via MHL) HDMI support USB OTG support | Wi-Fi: 802.11a/b/g/n, Wi-Fi hotspot DLNA Wi-Fi Direct Bluetooth 3.0+HS Standard 5-pin micro USB 2.0 (Via MHL) HDMI support USB OTG support | Wi-Fi: 802.11a/b/g/n, Wi-Fi hotspot DLNA Wi-Fi Direct Bluetooth 4.0+LE Standard 5-pin micro USB 2.0 (Via MHL) HDMI support USB OTG support NFC | Wi-Fi: 802.11a/b/g/n, Wi-Fi hotspot, DLNA Bluetooth 4.0+LE Standard 5-pin micro USB 2.0 | Wi-Fi 802.11a/b/g/n/ac (2,4/5 ГГц), Standard 5-pin micro USB 2.0 (Via MHL) HDMI support, Wi-Fi Direct, Wi-Fi Hot Spot, Bluetooth 4.0, A2DP, GPS (A-GPS), ГЛОНАСС, Near Field Communication, DLNA | Wi-Fi 802.11a/b/g/n/ac, 2,4 и 5 ГГц Bluetooth 4.0 NFC ИК-порт GPS, A-GPS, ГЛОНАСС, Beidou 1 х micro-USB 3.0 (MHL) 1 x разъем для гарнитуры 3,5 мм 1 x microSD |
| Камера                                | 5 Мп 720p HD видео запись Передняя камера: 0.3 Мп (запись видео VGA)               | 5 Мп 720p HD видео запись Передняя камера: 0.3 Мп (запись видео VGA)               | 5 Мп 720p HD видео запись Передняя камера: 0.3 Мп (запись видео VGA)               | 8 Мп 1080p HD видео запись Передняя камера: 2 Мп                                                                                           | 8 Мп 1080p HD видео запись Передняя камера: 2 Мп                                                                                           | 8 Мп 1080p HD видео запись Передняя камера: 2 Мп                                                                                           | 8 Мп 1080p HD видео запись Передняя камера: 2 Мп (720p видео запись)                                                                           | 5 Мп 720p HD видео запись Передняя камера: 0,3 Мп (720p видео запись)                   | 13 Мп 1080p HD видео запись Передняя камера: 2 Мп (1080p HD видео запись) | 16 Мп (5312x2988), 4K с частотой 30 кадров/с автофокус, диодная вспышка 2 Мп (1920x1080), CMOS-матрица без автофокуса, без вспышки                            |
| Аккумулятор                           | 1500 мА·ч                                                                          | 1650 мА·ч                                                                          | 1500 мА·ч                                                                          | 1650 мА·ч | 1650 мА·ч | 1850 мА·ч | 2100 мА·ч | 1500 мА·ч                                                                               | 2600 мА·ч | 2800 мА·ч |

## Продажи
- По состоянию на 2013 год было продано более 25 миллионов устройств Samsung Galaxy S (I9000)[37].
- По состоянию на 14 января 2013 года было продано 40,2 миллиона смартфонов Samsung Galaxy S II[38].
- К маю 2014 года было продано около 60 миллионов единиц S III с момента выпуска в 2012 году. В апреле 2015 года общий объем продаж составил 70 миллионов[39].
- В общей сложности было продано более 80 миллионов устройств Galaxy S4[40].
- По данным на 2014 год, за первые три месяца продаж компания Samsung продала 12 миллионов единиц смартфона Galaxy S5.
- По данным на 2015 год, количество проданных смартфонов Samsung Galaxy S6 и Samsung Galaxy S6 Edge составило 45 миллионов экземпляров[41].
- По данным исследовательской фирмы Strategy Analytics, к концу первого квартала 2017 года совокупные продажи смартфонов Galaxy S7 и S7 Edge достигли 55 миллионов устройств[40].
- Количество проданных экземпляров Samsung Galaxy S8 составляет 41,067 миллиона[41].
- Samsung описала продажи Galaxy S9 как «медленные» в своем отчете о доходах за второй квартал 2018 года. Аналитики прогнозировали, что телефон станет худшим по продажам флагманом Galaxy S со времен Samsung Galaxy S5. В течение первых двух кварталов продаж было продано рекордно мало 19,2 млн единиц, а всего было продано около 37 миллионов копий[42].
- Samsung продала в общей сложности 37 миллионов единиц Galaxy S10 за первые шесть месяцев. Это на 15% больше, чем у серии Galaxy S9[43].
- 28 миллионов копий смартфонов Samsung Galaxy S20, S20+ и S20 Ultra было продано в 2020 году[44].
- По данным аналитиков компании Kiwoom Securities, за первые шесть месяцев продаж Samsung выпустила 13,5 млн экземпляров разных моделей Galaxy S21[45].
- Samsung Galaxy S22 разошёлся по миру тиражом в более чем 17 миллионов копий[46].
- По данным за 9 месяцев 2023 года, компания Samsung продала 25,06 миллиона смартфонов линейки Galaxy S23[47].
- По данным на август 2024 года, совокупные продажи серии Galaxy S24 за 7 месяцев составили 23,4 млн единиц[47].